# Гунъи
Гунъи́ (кит. упр. 巩义, пиньинь Gǒngyì) — город субокружного уровня провинции Хэнань (КНР). Название происходит от существовавшего в этих местах в древние времена царства.

## История
В древности в этих местах находилось царство Гунбо (巩伯国). Когда царство Цинь впервые в истории объединило Китай в единое государство, то в 249 году до н. э. здесь был создан уезд Гунсянь (巩县). При империи Северная Ци он был присоединён к уезду Чэнгао (成皋县), но при империи Суй в 596 году воссоздан.
В 1949 году был образован Специальный район Чжэнчжоу (郑州专区) в составе восьми уездов, и уезд вошёл в его состав. В 1954 году правление специального района переехало в Кайфэн, и он стал называться Специальный район Кайфэн (开封专区). В 1958 году уезд был передан из Специального района Кайфэн в состав городского округа Чжэнчжоу, но в 1961 году опять возвращён в состав Специального района Кайфэн. В 1970 году Специальный район Кайфэн был переименован в Округ Кайфэн (开封地区). В 1983 году Округ Кайфэн был расформирован, и уезд Гунсянь был опять передан в состав городского округа Чжэнчжоу.
В 1991 году уезд Гунсянь был расформирован, а вместо него был образован городской уезд Гунъи.
1 января 2014 года городской уезд Гунъи был выведен из состава Чжэнчжоу и подчинён напрямую властям провинции Хэнань.

## Административное деление
Городской уезд делится на 5 уличных комитетов и 15 посёлков.

## Экономика
Развиты сельское хозяйство (пшеница, рапс, подсолнечник и рис), пищевая и текстильная промышленность, производство стройматериалов, туризм и логистика.

## Достопримечательности
- Императорские гробницы династии Северная Сун
- Более тысячи каменных изваяний в полях вокруг гробниц[2]